# 前原さとみ
前原 さとみ（まえはら さとみ）は、おおすみFMネットワークで活動しているラジオパーソナリティ。過去にはKBCラジオ（九州朝日放送）など福岡県の県域放送局で番組を担当していた。

## プロフィール
1965年または1966年生まれ。鹿児島県鹿屋市出身。県立鹿屋高校、活水女子大学英文科を卒業後、福岡県の九州朝日放送・エフエム福岡で番組をもつ。
1990年代後半、実家の都合で故郷の鹿屋に帰郷。1999年4月から鹿児島シティエフエムで『ただいま!ラジオ』を担当する。2002年に出産準備のため番組は終了。2006年8月からはおおすみFMネットワークにて『おおすみおはようラジオ!』のパーソナリティを担当。コマーシャルのナレーションも担当するなど、おおすみFMネットワークの看板として活動している。

## 担当番組

### 福岡時代
- Let's 午後ラジオ（九州朝日放送）

### コミュニティFM時代
- 前原さとみのただいま!ラジオ（鹿児島シティエフエム、1999年4月 - 2002年）
- おおすみおはようラジオ!（おおすみFMネットワーク、2006年8月 - ）